# Terror Squad (zespół muzyczny)

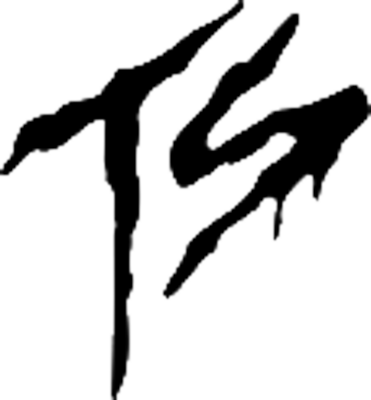
Logo zespołu muzycznego Terror Squad

Terror Squad – grupa muzyczna wykonująca muzykę hip-hop. Skład na przestrzeni wiele razy się zmieniał. Obecnie tworzą go Fat Joe, Cool & Dre, DJ Khaled i K.A.R.. Została utworzona w 1998 roku na Bronksie. Członkowie składu zadebiutowali na albumie Joego pt. Don Cartagena. Zdobyli popularność dzięki singlowi "Lean Back", który został wykorzystany w grze komputerowej pt. Need for Speed: Underground 2.

## Dyskografia

### Albumy
| Rok  | Tytuł | Najwyższa pozycja | Najwyższa pozycja |
| Rok  | Tytuł | US                | US R&B            |
| ---- | --- | ----------------- | ----------------- |
| 1999 | The Album - Data wydania: 21 września, 1999 - Wydawca: Atlantic (83232) - Format: CD, digital download, LP    | 22                | 4                 |
| 2004 | True Story - Data wydania: 27 lipca, 2004 - Wydawca: Universal (000280602) - Format: CD, digital download, LP | 7                 | 1                 |

### Single
| Rok                            | Tytuł                                                                                         | Najwyższa pozycja | Najwyższa pozycja | Najwyższa pozycja | Certyfikacje RIAA | Album      |
| Rok                            | Tytuł                                                                                         | US                | US R&B            | US Rap            | Certyfikacje RIAA | Album      |
| ------------------------------ | --------------------------------------------------------------------------------------------- | ----------------- | ----------------- | ----------------- | ----------------- | ---------- |
| 1999                           | "Whatcha Gon' Do?" (wykonywane przez Big Puna)                                                | —                 | —                 | —                 |                   | The Album  |
| 1999                           | "Tell Me What U Want" (wykonywane przez Fat Joe, Armageddona, Cuban Linka, i Tonego Sunshine) | —                 | —                 | —                 |                   | The Album  |
| 2004                           | "Yeah, Yeah, Yeah" (wykonywane przez Remy Ma i Fat Joe)                                       | —                 | 75                | —                 |                   | True Story |
| 2004                           | "Lean Back" (wykonywane przez Fat Joe i Remy Ma)                                              | 1                 | 1                 | 1                 | Złoto             | True Story |
| 2004                           | "Take Me Home" (wykonywane przez Fat Joe, Tonego Sunshine, Remy Ma, i Armaggedona)            | 62                | 22                | 19                |                   | True Story |
| "—" pozycja nie była notowana. |                                                                                               |                   |                   |                   |                   |            |